# Eparchia narjan-marska
Eparchia narjan-marska – jedna z eparchii Rosyjskiego Kościoła Prawosławnego, z siedzibą w Narjan-Marze. Należy do metropolii archangielskiej.
Erygowana przez Święty Synod Rosyjskiego Kościoła Prawosławnego 27 grudnia 2011 poprzez wydzielenie z eparchii archangielskiej i chołmogorskiej. Obejmuje terytorium Nienieckiego Okręgu Autonomicznego, rejonów leszukońskiego i miezieńskiego obwodu archangielskiego, Ziemi Franciszka Józefa oraz Nowej Ziemi.
Jej pierwszym ordynariuszem został w lutym 2012 Jakub (Tislenko), który sprawował urząd do 2025 r.

## Dekanaty
W skład eparchii wchodzą 6 dekanatów:
- arktyczny;
- bolszeziemielski;
- centralny;
- małoziemielski-kaniński;
- miezieński;
- ust'-waszski.